# 弗沃什喬瓦

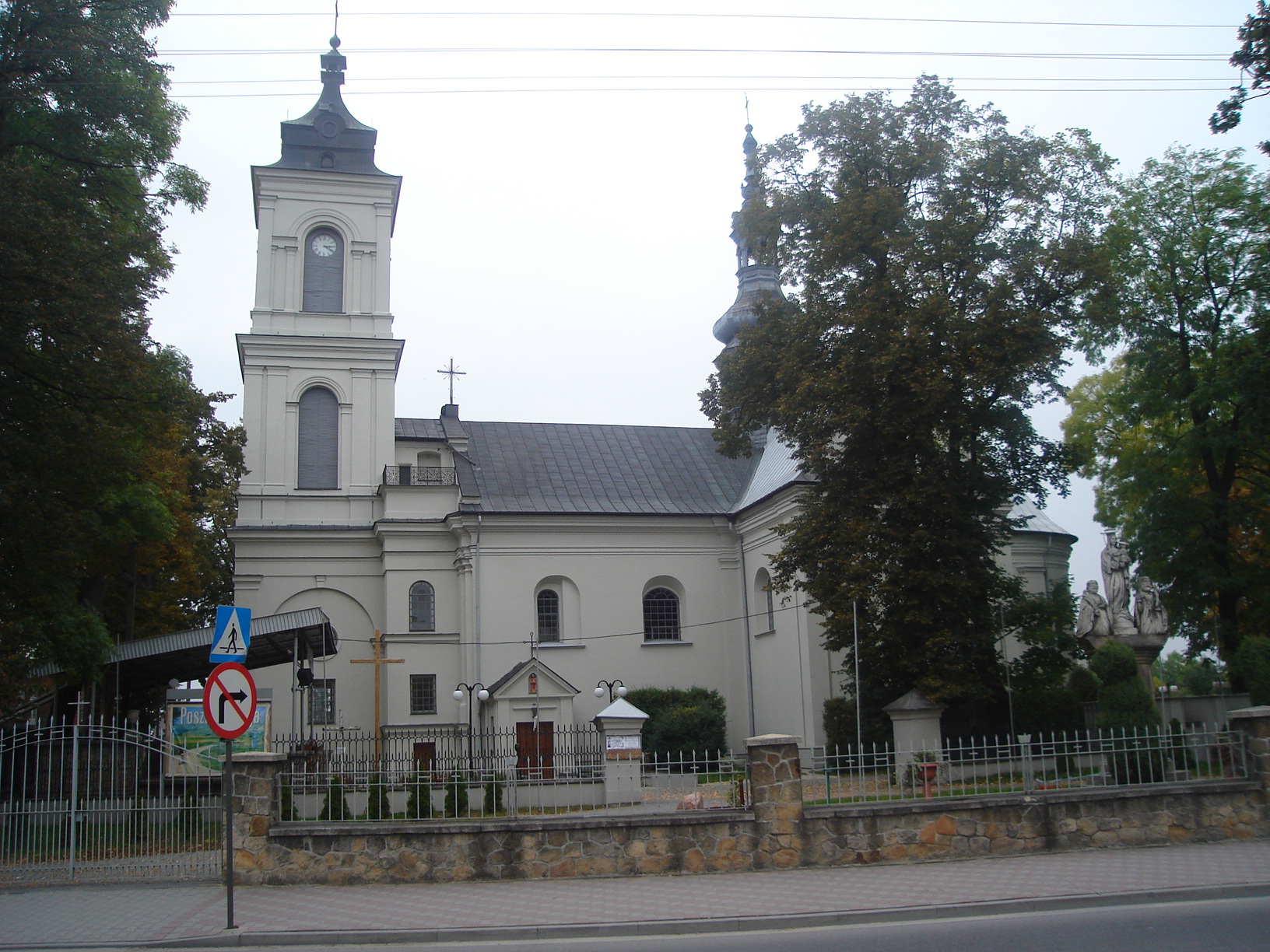

弗沃什喬瓦（波蘭語：Włoszczowa）是波蘭的城鎮，位於該國南部，距離首府凱爾采約50公里，由聖十字省負責管轄，面積30.17平方公里，海拔高度240米，2006年人口10,782。

## 外部連結
- Official town webpage （页面存档备份，存于）
- Map, via mapa.szukacz.pl （页面存档备份，存于）

50°51′10″N 19°58′00″E / 50.85278°N 19.96667°E